# Oresteja

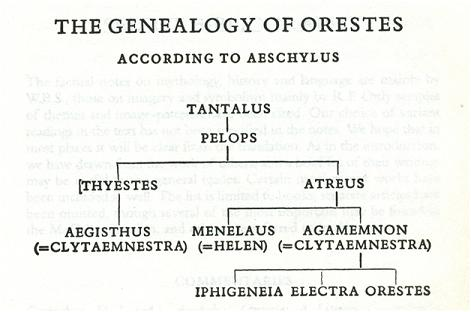
Drzewo genealogiczne Orestesa

Oresteja (stgr. Ὀρέστεια) – trylogia starogreckich tragedii autorstwa Ajschylosa z V wieku p.n.e., opowiadająca o zamordowaniu Agamemnona przez Klitajmestrę, zamordowaniu Klitajmestry przez Orestesa, procesie Orestesa, końcu klątwy ciążącej na rodzie Atrydów polegającej na niekończącym się cyklu zabójstw wewnątrz rodziny i ułagodzeniu Erynii. Całość ma tylko ok. 4500 wersów.
Trzy tragedie to kolejno: Agamemnon (Ἀγαμέμνων), Ofiarnice (Χοηφóρoι) i Eumenidy (Εὐμενίδες). Ukazane jest w nich także to, jak greccy bogowie kontaktują się z postaciami i wpływają na ich decyzje dotyczące wydarzeń i sporów.
Jest to jedyny zachowany przykład trylogii teatralnej ze starożytnej Grecji. Oresteja zdobyła pierwszą nagrodę na Dionizjach w 458 r. p.n.e. Często uważana jest za najznakomitszy utwór Ajschylosa. Główny temat to kontrast między prywatną zemstą i zorganizowanym wymiarem sprawiedliwości. Końcowym elementem Orestei był dramat satyrowy Proteusz (Πρωτεύς), ale ocalały z niego tylko dwa wersy u Atenajosa.
Oresteja jest znana i wystawiana w teatrach w Polsce.

## Fabuła

### Agamemnon
Agamemnon, król Myken, wraca po 10 latach do Argos jako zwycięzca z wojny trojańskiej. Królowa Klitajmestra zamierza go jednak zabić, by pomścić złożoną przez niego w ofierze córkę Ifigenię, objąć samodzielnie tron, związać się oficjalnie z wieloletnim kochankiem Ajgistosem, którego bracia zostali zgładzeni za młodu przez Atreusa, ojca władcy. Agamemnon przywozi z wojny konkubinę, wieszczkę, królewnę trojańską Kasandrę. Wkrótce zostaje on zakłuty nożem w wannie przez Klitajmestrę. Zabija ona także Kasandrę. Do pałacu przybywa Ajgistos i przechwala się, że cały plan był jego zemstą. Para ta obejmuje pełnię władzy.

### Ofiarnice
Wiele lat później Orestes, syn Agamemnona, powraca do Argos z kuzynem Pyladesem  z zamiarem zemszczenia się na Klitajmestrze. Rozkaz taki dostał od Apolla. Przy grobie Agamemnona spotyka siostrę Elektrę, która składa zmarłemu libację, aby Klitajmestrę przestały dręczyć złe sny. Rodzeństwo wkrótce tworzy plan zabicia matki i Ajgistosa. Orestes udaje przed matką obcego człowieka i mówi jej, że on sam nie żyje. W pałacu zabija od razu Ajgistosa, a po chwili, nieco się wahając, po naleganiach Pyladesa, w tej samej komnacie wchodzącą Klitajmestrę. Po popełnieniu matkobójstwa staje się obiektem gniewu Erynii i musi uciekać z pałacu.

### Eumenidy
Eumenidy ("Łaskawe") to trzy Erynie, a swój przydomek uzyskały właśnie dzięki tej historii, prowadzącej do wytworzenia się prawdziwego systemu sądownictwa w społeczeństwie ateńskim. Ścigają i dręczą Orestesa, gdyż są narzędziami sprawiedliwości. Bogowie Apollo i Hermes stają po stronie Orestesa i chroni się on w Atenach. Duch Klitajmestry pobudza Erynie do działania. Gdy dopadają go w Atenach, Orestes błaga o pomoc boginię Atenę. Ta urządza jego proces na Areopagu jako pierwszy proces sądowy. Dwunastu obywateli ateńskich jest ławą przysięgłych, a Atena nadzoruje całość. Obecne są Erynie i Apollo. Liczba głosów za i przeciw egzekucji jest równa, Atena decyduje, że Orestes nie zostanie zabity. Erynie nie są zadowolone, ale Atena przekonuje je, aby zaaprobowały tę decyzję i odtąd zamiast brać odwet na przestępcach stały się strażniczkami w Atenach. Zmienia ich nazwę na Eumenidy. Atena zarządza, by odtąd takie sprawy rozstrzygano w sądzie drogą procesu.

### Proteusz
Ten niezachowany dramat satyrowy był zapewne oparty na opowieści z 4. księgi Odysei Homera, gdzie na wyspie koło Egiptu Proteusz przepowiada wracającemu spod Troi Menelaosowi m.in. śmierć Agamemnona, jego brata, z ręki Ajgistosa.